# تولید کننده مقاله علمی جعلی
- | توسعه‌دهنده(ها) | Jeremy Stribling، Max Krohn، Dan Aguayo      |
| مخزن           | - github.com/strib/scigen                    |
| نوشته‌شده با    | Perl                                         |
| سیستم‌عامل      | قابل اجرا در بیشتر سیستم‌ها شامل Unix و Linux |
| مجوز           | GPL (مجوز عمومی همگانی)                      |
| وبگاه          | pdos.csail.mit.edu/scigen                    | SCIgen یک نرم‌افزار تولید خودکار مقالات علمی در زمینه علوم رایانه است که از گرامر بدون‌زمینه برای ساخت متن‌های ساختگی ولی ساختاریافته استفاده می‌کند. این ابزار در سال ۲۰۰۵ توسط سه دانشجوی مؤسسه فناوری ماساچوست طراحی شد تا با هدف شوخی و نقد، کیفیت ضعیف داوری برخی کنفرانس‌های علمی را نشان دهد.

## هدف و عملکرد
SCIgen با ترکیب جملات و مفاهیم تصادفی، مقاله‌هایی با ظاهری حرفه‌ای تولید می‌کند که شامل چکیده، نمودار، جدول و فهرست منابع است. محتوای این مقالات اغلب از نظر معنایی بی‌معنی هستند ولی ساختار ظاهری مناسبی دارند.

## نمونه‌های خبرساز
در سال ۲۰۰۵، مقاله‌ای ساختگی با نام *Rooter: A Methodology for the Typical Unification of Access Points and Redundancy* به یک کنفرانس پذیرفته شد و سازندگان آن دعوت به سخنرانی شدند. این موضوع توجه زیادی به خود جلب کرد و نشان داد که برخی کنفرانس‌ها فاقد سیستم داوری علمی دقیق هستند.

## واکنش‌ها
در سال‌های بعد، ده‌ها مقاله ساخته‌شده با SCIgen در ناشرانی چون Springer و IEEE منتشر شدند. در پی بررسی‌ها، این ناشران اقدام به پس گرفتن مقالات کردند. در سال ۲۰۱۵، نرم‌افزار SciDetect برای شناسایی چنین مقالاتی طراحی شد.